# Ivanivske, Vasîlkivka
Ivanivske (în ucraineană Іванівське) este un sat în așezarea urbană Pîsmenne din raionul Vasîlkivka, regiunea Dnipropetrovsk, Ucraina.

## Demografie
Componența lingvistică a localității Ivanivske
     Ucraineană (90%)
     Rusă (10%)
Conform recensământului din 2001, majoritatea populației localității Ivanivske era vorbitoare de ucraineană (90%), existând în minoritate și vorbitori de rusă (10%).